# Grazer Schloßberg

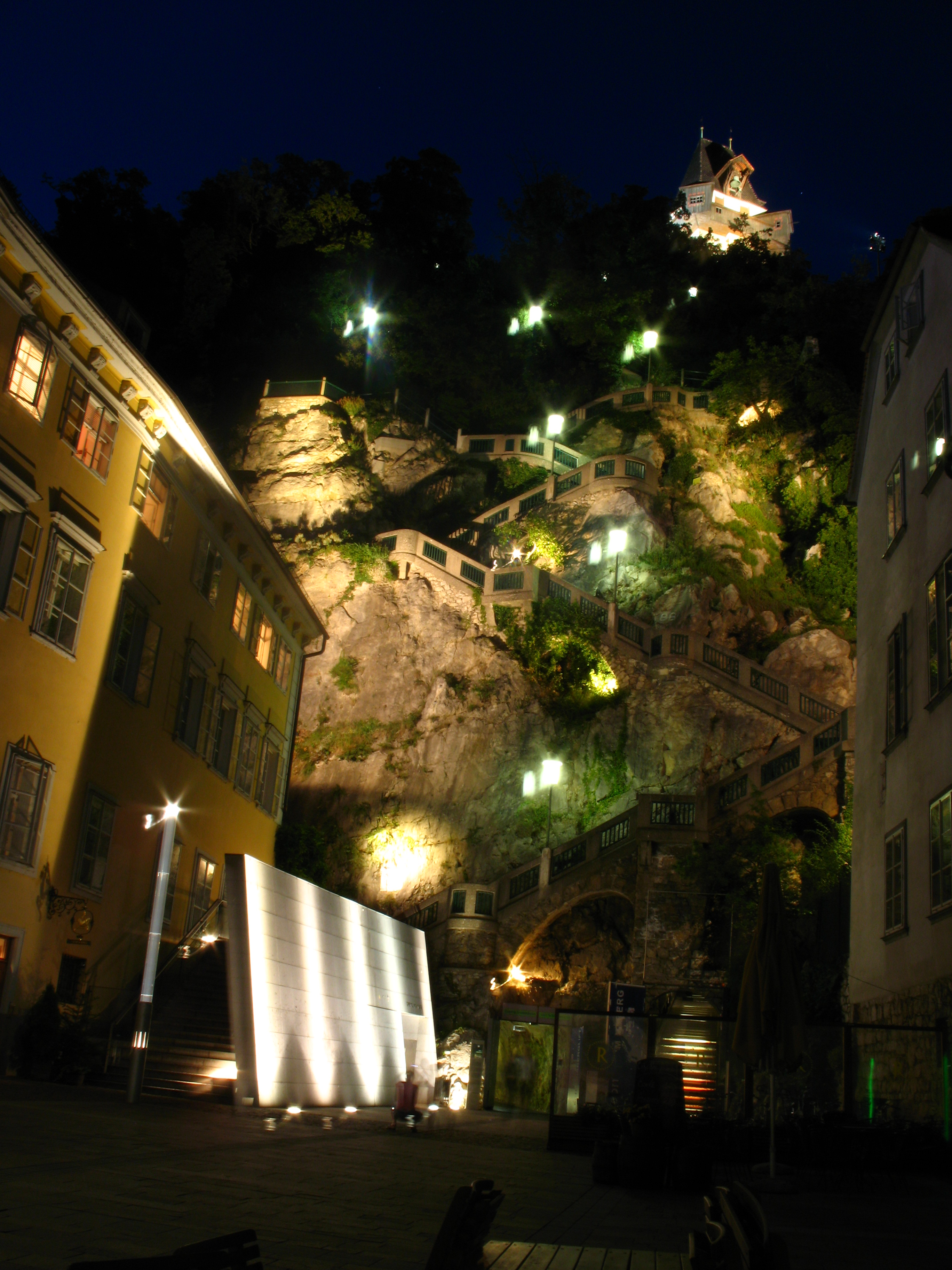
Schlossbergplatz

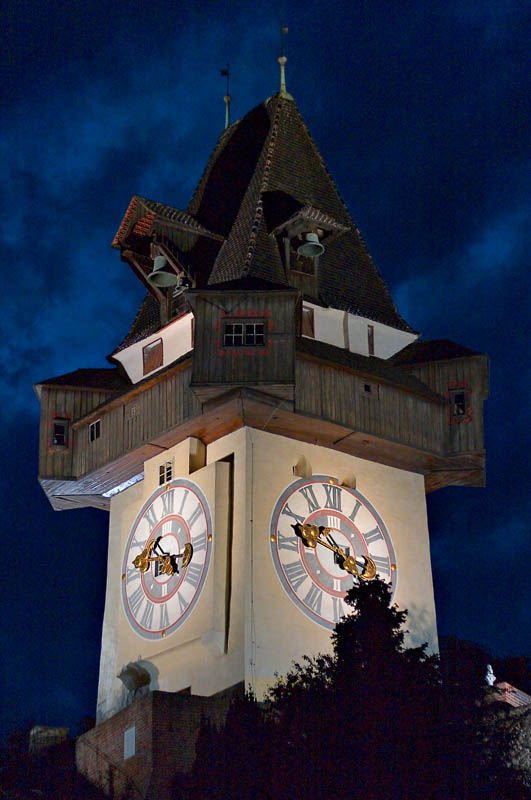
Urtornet

Slottsberget i Graz (Grazer Schloßberg), Österrike, ligger mitt i stadens centrum. Berget reser sig ca 120 m över staden. Förutom urtornet som är stadens symbol finns det på slottsberget även klocktornet, kasematter, en 98 meter djup brunn och en rad mindre konstobjekt.
Besökare kan ta den lindrivna slottsbergbanan eller hissen i berget. Även flera stigar och vägar leder upp på berget.
På medeltiden var slottsberget en kal klippa. På berget byggdes en fästning som flera gånger byggdes om och till. Fästningen som räknades till de starkaste i landet kunde aldrig intas av fientliga trupper. Det sista försöket gjorde napoleonska trupper 1809. Men Österrike förlorade kriget och i freden i Schönbrunn bestämdes det att fästningen skulle rivas – bara de två tornen, klocktornet och urtornet, bevarades eftersom Grazborna köpte dem fri. Omkring trettio år efter rivningen började friherre von Welden med att omgestalta det kala fästningsberget till en parkanläggning med talrika promenadstigar och sydländska växter. I de efterlämnade källarvalven efter huvudbyggnaden byggdes senare en friluftsscen. 
Under andra världskriget skapades ett omfångsrikt system av gångar i bergets inre. Det omfattade 6,3 km med en bruksyta på mer än 12 000 m². Gångsystemet som kunde nås via 20 ingångar användes som kommandocentral och luftskyddsbunker för uppemot 40 000 personer. Gångarna är delvis öppna även idag. De nyttjas för
- en gångväg tvärs genom berget från Schloßbergsplatsen till Karmeliterplatsen
- en hiss i bergets inre som går upp till urtornet
- ”Dom i berget”, en sal för olika evenemang
- en sago-grottbana

Ytterligare delar av gångsystemet används ibland för utställningar
Slottsberget ingår i gamla staden som togs upp i Unescos världsarvlista 1999.

## Geografi
Toppen på Schloßberg är 469 meter över havet, eller 100 meter över den omgivande terrängen. Bredden vid basen är 0,75 km.
Terrängen runt Schloßberg är platt åt sydost, men åt nordväst är den kuperad. Terrängen runt Schloßberg sluttar söderut. Runt Schloßberg är det mycket tätbefolkat, med 1 692 invånare per kvadratkilometer.. Närmaste större samhälle är Graz, 1,4 km sydost om Schloßberg. 
Runt Schloßberg är det i huvudsak tätbebyggt.  Trakten ingår i den hemiboreala klimatzonen. Årsmedeltemperaturen i trakten är 11 °C. Den varmaste månaden är juli, då medeltemperaturen är 24 °C, och den kallaste är december, med −4 °C. Genomsnittlig årsnederbörd är 1 671 millimeter. Den regnigaste månaden är maj, med i genomsnitt 210 mm nederbörd, och den torraste är mars, med 72 mm nederbörd.